# August Ludwig Reyscher

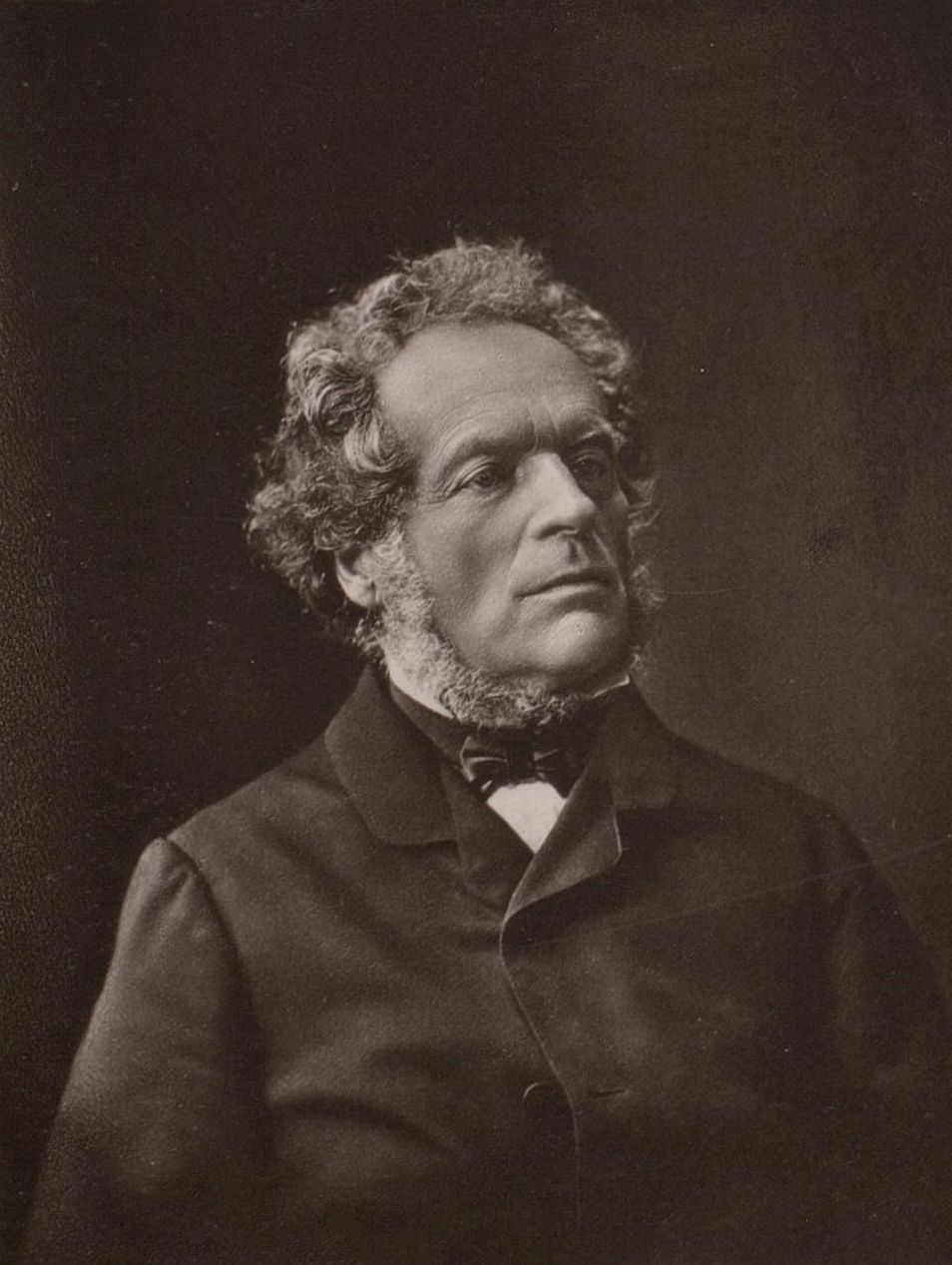
August Ludwig Reyscher

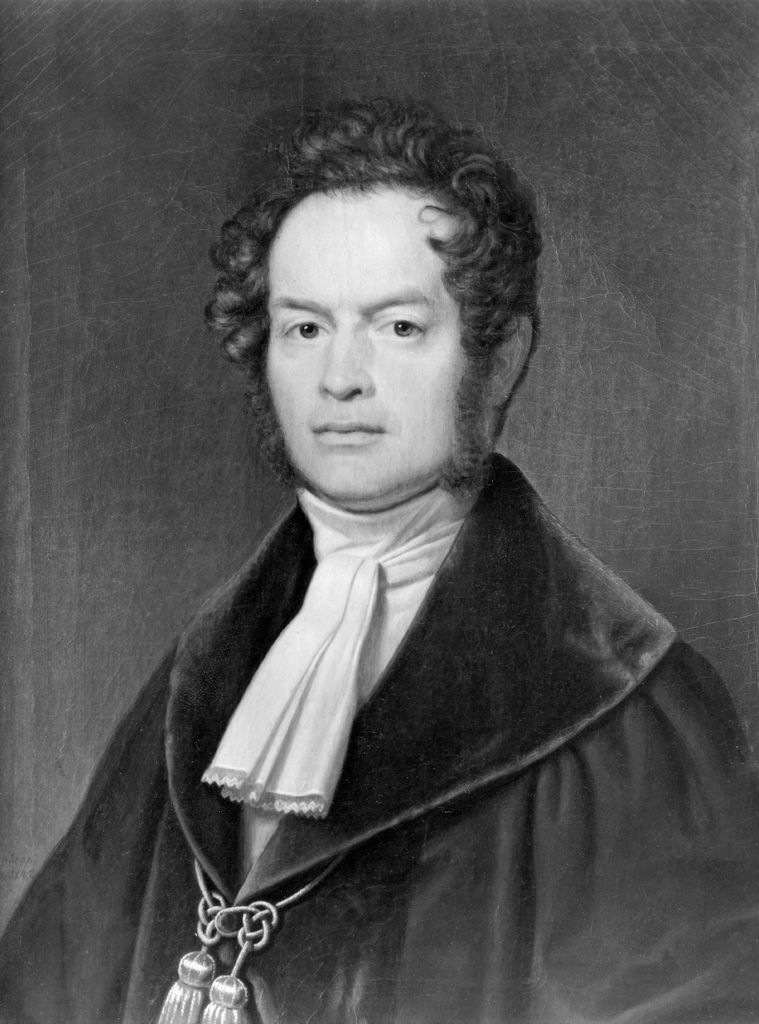
Porträt des August Ludwig Reyscher, Öl auf Leinwand, Maler Franz Seraph Stirnbrand, signiert auf dem Gemälde „Stirnbrand pinx 1846“

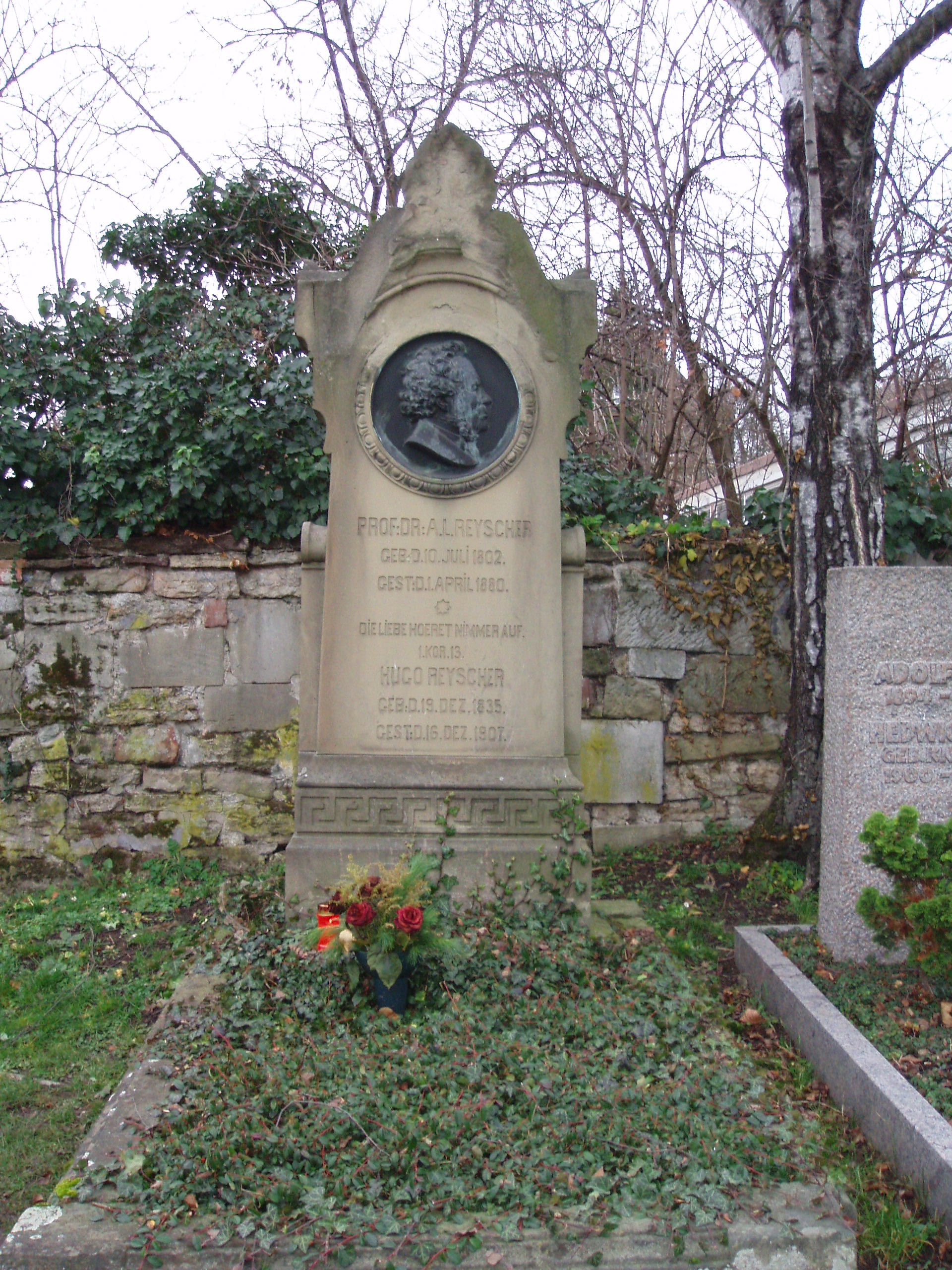
Grabstätte von August Ludwig Reyscher auf dem Steigfriedhof in Bad Cannstatt. Geschmückt wird sein Grab von einer Sandstein-Stele in die ein Hochrelief-Tondo aus Bronzeguss eingelassen ist, welcher Reyscher in reiferem Alter darstellt. Auf der Stele sind auch die Lebensdaten von Hugo Reyscher eingeschlagen (* 1835; † 1907).

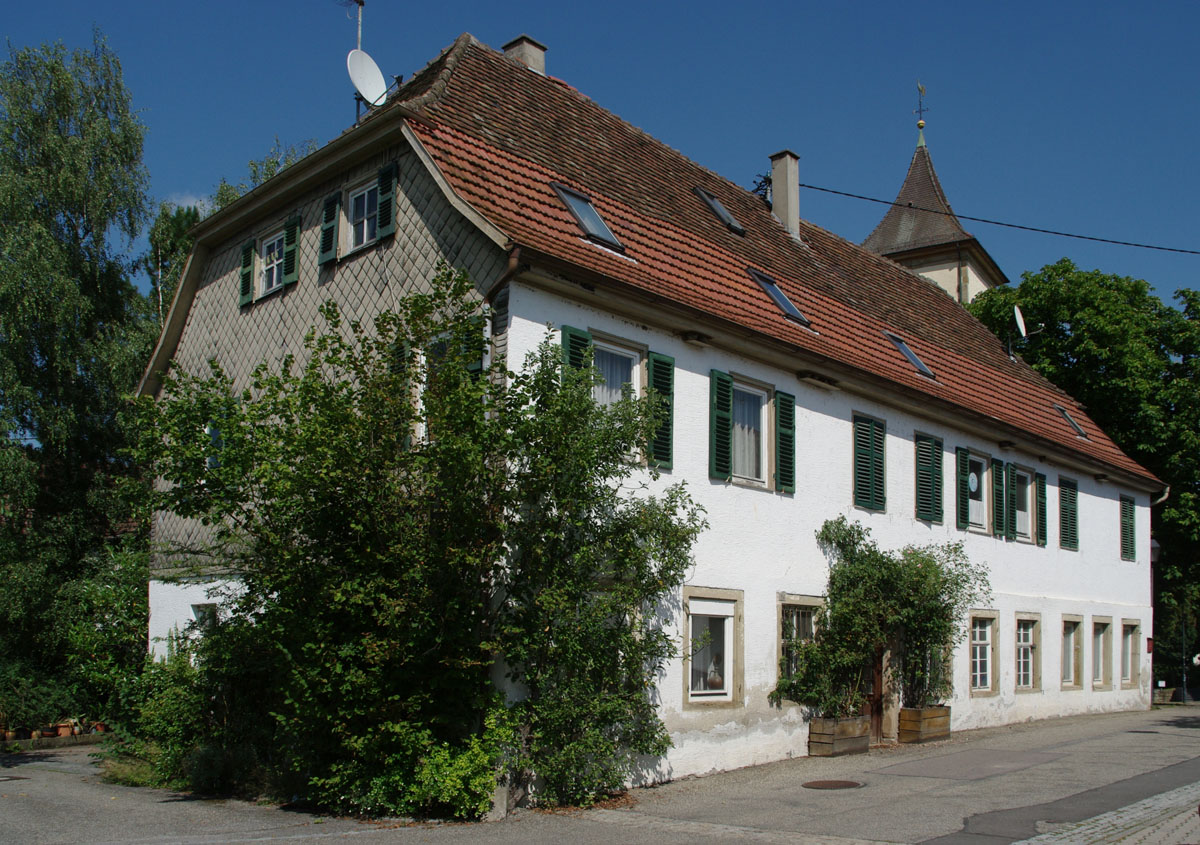
Das Geburtshaus von Reyscher, das Alte Pfarrhaus in Unterriexingen

August Ludwig Reyscher (* 10. Juli 1802 in Unterriexingen; † 1. April 1880 in Cannstatt) war ein deutscher Rechtsgelehrter, Politiker und Philhellene. 

## Leben
August Ludwig Reyscher wurde 1802 als Sohn des Ehepaars Maria Charlotta und Karl Ludwig Reyscher im Unterriexinger Pfarrhaus geboren. Er war das vierte von sechs Kindern, die ebenfalls alle in Unterriexingen geboren wurden. Sein Vater war evangelischer Pfarrer im Ort, seine Mutter, geborene Lebret (auch Le Bret oder LeBret), war die Tochter des Historikers und Theologen Johann Friedrich LeBret.
Während seines Studiums wurde Ludwig Reyscher 1821 Mitglied der Burschenschaft Germania Tübingen und später Mitglied der Burschenschaft Feuerreiter Tübingen.
Ludwig Reyscher wurde 1837 zum ordentlichen Professor für deutsches Recht an die Eberhard Karls Universität Tübingen berufen. Von 1844 bis 1845 war er deren Rektor. Reyscher ließ sich 1851 in Stuttgart als Rechtsanwalt nieder, 1853 verlegte er seine Kanzlei nach Cannstatt.
Im Zuge der Märzrevolution nahm Reyscher 1848 am Vorparlament, vom 31. März bis zum 3. April, in der Frankfurter Paulskirche teil, konnte jedoch bei der Wahl zur Frankfurter Nationalversammlung kein Mandat gewinnen. Von 1848 bis 1855 war er für Mergentheim Abgeordneter im württembergischen Landtag und von 1855 bis 1868 für Stuttgart. Von 1871 bis 1872 war er Reichstagsabgeordneter. Sein Reichstagsmandat gewann er im Wahlkreis Württemberg 2 (Cannstatt, Ludwigsburg, Marbach, Waiblingen). Am 30. Mai 1872 legte er sein Reichstagsmandat nieder.
Am 24. Dezember 1842 wurde er Ehrenbürger von Unterriexingen.
August Ludwig Reyscher  wurde auf dem Steigfriedhof in Stuttgart Bad Cannstatt beigesetzt.

## Veröffentlichungen (Auswahl)
- Ueber die Bedürfnisse unserer Zeitin der Gesetzgebung. Cotta, Stuttgart/Tübingen 1828.
- Grundriss der württembergischen Staats- und Rechtsgeschichte zum Gebrauche bei akademischen Vorlesungen. Zu Guttenberg, Tübingen 1831.
- Publicistische Versuche, mit besonderer Rücksicht auf württembergisches Staatsrecht. Metzler, Stuttgart 1832.
- Ueber die Symbolik des germanischen Rechts. Fues, Tübingen 1833.
- Die grundherrlichen Rechte des Württembergischen Adels. Fues, Tübingen 1836 (Neudruck: LTR-Verlag, Wiesbaden 1981, ISBN 3-88706-038-5).
- Drei verfassungsberathende Landesversammlungen und mein Austritt aus dem Staatsdienste. Ein Beitrag zum Verfassungsrecht und zur parlamentarischen Praxis. Fues, Tübingen 1851.
- Das österreichische und das württembergische Konkordat. 2. Aufl. Fues, Tübingen 1858.
- Württemberg. Geschichte und Uebersicht seiner Verfassung und Gesetzgebung. Wigand, Leipzig 1861.
- Die Rechte des Staats an den Domänen und Kammergütern nach dem deutschen Staatsrecht und den Landesgesetzen, insbesondere der sächsischen Lande. Hirzel, Leipzig 1863.
- Der Rechtsstreit über das Eigenthum an den Domänen des Herzogthums Sachsen-Meiningen. Hirzel, Leipzig 1865.
- Die staatsrechtlichen Folgen des deutschen Kriegs. Wo stehen wir nun? Kröner, Stuttgart 1866.
- Die Ursachen des deutschen Krieges und seine Folgen. 4. Aufl. Kröner, Stuttgart 1867.

Besonders bekannt wurde Reyscher durch die umfangreiche und von ihm herausgegebene "Vollständige, historisch und kritisch bearbeitete Sammlung der württembergischen Gesetze", die ab 1828 erschien sowie über "Das gesammte württembergische Privatrecht"  (1837ff.). 